# Quận Columbia, Georgia
Quận Columbia là một quận trong tiểu bang Georgia, Hoa Kỳ. Quận lỵ de jure đóng ở thành phố Appling 6. Theo điều tra dân số năm 2000 của Cục điều tra dân số Hoa Kỳ, quận có dân số 89.288 người 2. Năm 2008, ước tính dân số quận là 115.766 người.

## Địa lý

### Xa lộ chính
- Interstate 20
- U.S. Route 78
- U.S. Route 221
- U.S. Route 278
- State Route 10
- State Route 28
- State Route 47
- State Route 104
- State Route 150
- State Route 223

### Quận giáp ranh
- Quận Richmond (đông nam)
- Quận McDuffie (tây)
- Quận Lincoln (tây bắc)
- Quận McCormick, South Carolina (bắc)
- Quận Edgefield, South Carolina (đông bắc)

## Thông tin nhân khẩu
Theo điều tra dân 2 năm 2000, quận đã có 89.288 người, 31.120 hộ gia đình, và 25.362 gia đình sống trong quận. Mật độ dân số là 308 người trên một dặm vuông (119/km ²). Có 33.321 đơn vị nhà ở với mật độ trung bình là 115 dặm vuông (44/km ²). Cơ cấu chủng tộc của dân cư quận gồm 82,67% người da trắng, 11,21% da đen hay Mỹ gốc Phi, 0,32% người Mỹ bản xứ, 3,36% người châu Á (0,6% của người châu Á là người gốc Nam Á), 0,09% người đảo Thái Bình Dương, 0,80% từ các chủng tộc khác, và 1,56% từ hai hoặc nhiều chủng tộc. 2,59% dân số là người Hispanic hay Latino thuộc chủng tộc nào.
Có 31.120 hộ, trong đó 44,40% có trẻ em dưới 18 tuổi sống chung với họ, 67,50% là các cặp vợ chồng sống với nhau, 10,60% có chủ hộ là nữ không có mặt chồng, và 18,50% là không lập gia đình. 15,40% của tất cả các hộ gia đình đã được tạo thành từ các cá nhân và 5,10% có người sống một mình 65 tuổi trở lên đã được người. Bình quân mỗi hộ là 2,85 và cỡ gia đình trung bình là 3,18.
Độ tuổi dân cư quận có 29,60% ở độ tuổi dưới 18, 7,30% 18-24, 31,00% 25-44, 24,10% 45-64, và 8,00% 65 tuổi trở lên. Tuổi trung bình là 35 năm. Cứ mỗi 100 nữ có 95,60 nam giới. Cứ mỗi 100 nữ 18 tuổi trở lên, đã có 91,70 nam giới.
Thu nhập trung bình cho một hộ gia đình trong quận đã được 65.507 USD, và thu nhập trung bình cho một gia đình là 72.891 USD. Nam giới có thu nhập trung bình 45.577 đô la Mỹ so với 28.190 $ cho phái nữ. Thu nhập bình quân đầu người đạt 24.578 USD. Giới 4,20% gia đình và 5,10% dân số sống dưới mức nghèo khổ, trong đó có 5,60% của những người dưới 18 tuổi và 8,10% có độ tuổi từ 65 trở lên.